# Пацифікаційний сейм 1736 року
Пацифікаційний сейм 1736 року — сейм зібрався 4 квітня, відкрився 25 червня і завершився 9 липня 1736 року, у Речі Посполитій, завершивши громадянську війну, що розгорнулася після смерті короля Августа II Сильного у 1733 році. Маршалком був Вацлав Петро Жевуський, коронний писар польний.
Після смерті Августа II шляхетство розділилося і одночасно було обрано двох правителів: сина Августа II — Августа III Саксонського (меншість) і Станіслава Лещинського, воєводу познанського (більшість). Така ситуація призвела до початку громадянської війни між Варшавською та Дзіковською конфедераціями, яка тривала 3 роки і закінчилася в 1736 році перемогою Августа (за підтримки іноземних військ, головним чином царських) і пацифікаційним сеймом, тобто тим, що запровадив мир. Це був єдиний успішно скликаний сейм Августа III.
Август III зобов'язався поважати права і свободи шляхти і підтвердив, що політичний устрій Речі Посполитої буде збережено в його нинішньому вигляді. Король також обіцяв загальну амністію та заходи щодо виведення російських військ з Речі Посполитої. Також було створено комісію для підготовки проєктів військової та фіскальної реформ до наступного звичайного сейму.
Ще 1733 року між Росією та Саксонією було підписано договір, який забезпечив Фрідріху Августу II Веттіну російську військову та дипломатичну допомогу у боротьбі польський трон. Натомість саксонський курфюрст обіцяв визнати імператорський титул правителів Росії, а також передати курляндський лен Бірону. 1736 року, виконуючи свої зобов'язання, на пацифікаційному сеймі Август III провів ухвалу, що дозволяє йому передачу курляндського лену, але з умовою, що новий герцог виплатить цариці Анні Іванівні всі борги, записані на герцогських володіннях. Після смерті останнього з Кеттлерів 23 червня 1737 р. курляндськими шляхтичами був обраний новий герцог Ернст-Йоганн фон Бірон. Курляндці засідали під уважною опікою російських військ. Таким чином, доля Курляндії вирішилася остаточно.